# شیمی‌دان

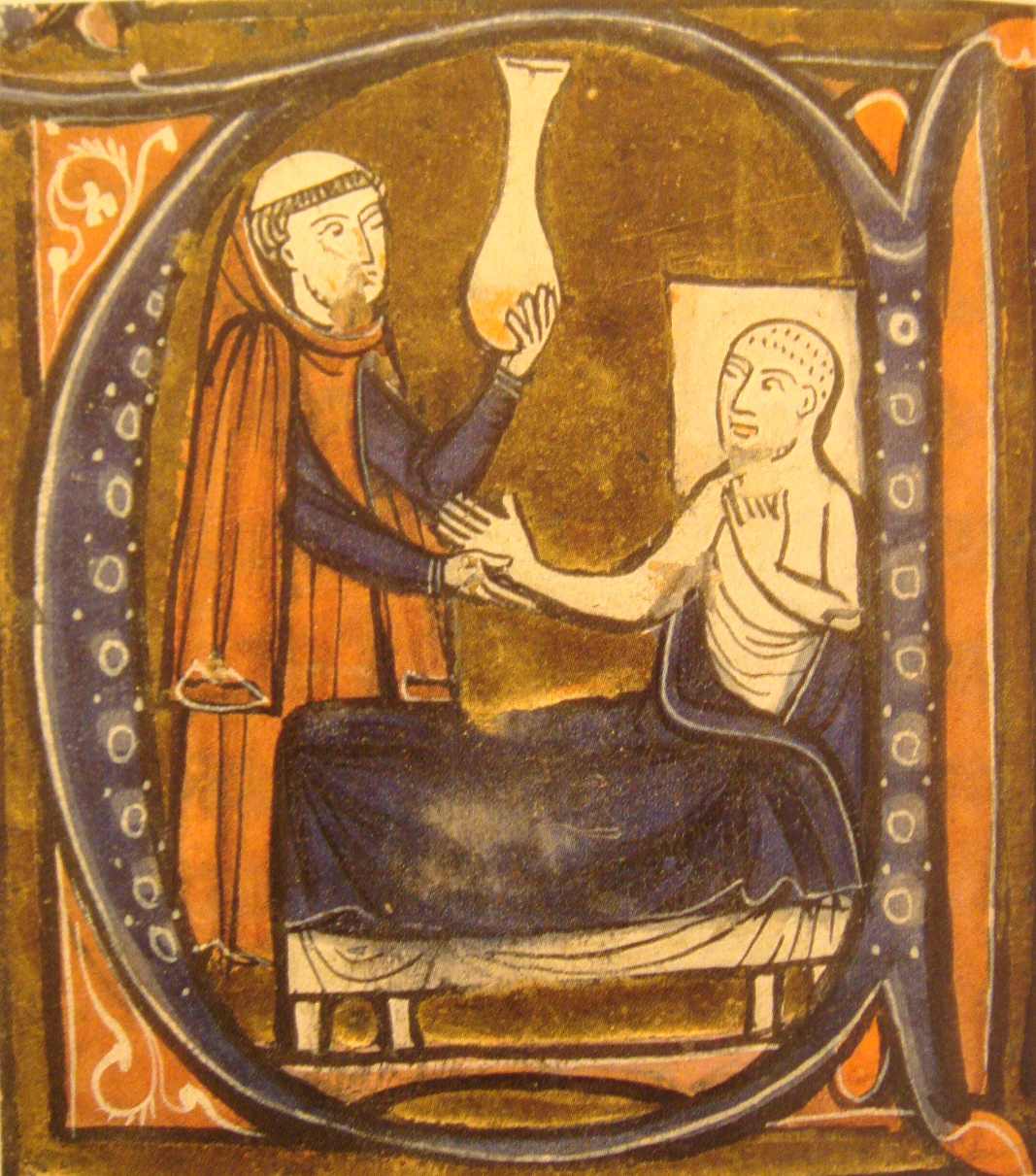
زکریای رازی، کاشف الکل

شیمی‌دان کسی است که بر دانش شیمی اشراف دارد یا روی آن مطالعه می‌کند. شیمی‌دان‌ها معمولاً بر روی ترکیب مواد شیمیایی و خواص آن‌ها کار می‌کنند.

## تاریخ
نخستین فرایند شیمیایی که بشر آن را آموخت، سوختن است. آتش می‌توانست همهٔ مواد را از نظر ماهیت تغییر دهد. کشف آهن و مس زندگی انسان‌ها را تغییر داد و پس از کشف طلا به عنوان یک فلز قیمتی، بسیاری بر آن شدند تا راهی بیابند که مس را به آن تبدیل کنند. تبدیل مس به طلا را کیمیا و کسانی که بر آن اهتمام می‌ورزیدند را "کیمیاگر" نامیدند. بدین ترتیب کیمیاگران، نخستین شیمی‌دان‌ها بودند. پس از آنتوان لاووازیه، دانش شیمی وارد دانشگاه‌ها شد و از آن پس به‌عنوان یک مطالعهٔ تجربی دنبال می‌شد و اندازه‌گیری‌ها و ارزیابی‌های کیفی و کمی آن به ثبت رسید.

## آموزش
آموزش در شیمی تقریباً در همهٔ کشورهای دنیا در دوران مدرسه آغاز می‌شود؛ اما آموزش تخصصی آن در دانشگاه دنبال می‌شود. برای شیمی‌دان‌ها، سطوح کاردانی، کارشناسی، کارشناسی ارشد، دکتری و پسادکتری در بیشتر کشورهای جهان قابل پیگیری است.

## جایزه‌ها
جایزهٔ نوبل شیمی مهم‌ترین و معتبرترین جایزه در شیمی به‌شمار می‌رود. نشان پریستلی، جایزهٔ ولف، جایزهٔ عبدالسلام و جایزهٔ لینوس پاولینگ از مهم‌ترین جوایزی هستند که به شیمی‌دان‌ها اعطا می‌شود.

## شیمی‌دانان سرشناس تاریخ
- دمیتری مندلیف
- سوانته آرنیوس
- آمدئو آووگادرو
- ویلهلم اسوالد
- هرمن اشتودینگر
- هانس کریستین اورستد
- یاکوب برسلیوس
- هانری بکرل
- ادوارد بوخنر
- حییم وایزمن
- نیلز بور
- رابرت بویل
- آنتوان لاووازیه
- سرگئی پروکودین-گورسکی
- جوزف پریستلی
- لینوس پاولینگ
- جابر بن حیان
- جان دالتون
- پیتر دبای
- همفری دیوی
- ارنست رادرفورد
- زکریای رازی
- کارل زیگلر
- گلن سیبورگ
- فریتس هابر